# Veit (Liedermacher)
Veit (* 1975 in Rudolstadt, DDR) ist ein rechtsextremer Liedermacher.

## Leben und musikalisches Wirken
Veit, der eine Lehre als Kfz-Mechaniker absolviert hatte und seit dem Jahr 2000 einen Tattoo- und Piercing-Laden betreibt, trat seit spätestens 1997 als Liedermacher bei Veranstaltungen der neonazistischen Freien Kameradschaftsszene und der NPD/JN auf.
Das Bundesamt für Verfassungsschutz führte ihn in einer internen Studie aus dem Sommer 2003 als „rechtsextremistischen Liedermacher“ neben Frank Rennicke, Daniel Eggers, Jörg Hähnel, Friedrich Baunack, Enrico Ehlert und Lars Hellmich auf.
Veits Werke zeigen unverhohlene Anklänge an die Zeit des Nationalsozialismus. So wird auf dem Cover der CD In eine neue Zeit das Bild eines nationalsozialistischen Malers verwendet, auf dem ein Mann mit martialischen Muskelpaketen eine Stahltür aufstößt, hinter der die schwarze Sonne erscheint. Dabei steht laut Jan Raabe, einem Experten für Rechtsrock, „die schwarze Sonne ... als Ersatzsymbol für das Hakenkreuz“. In seinen Liedern verherrlicht er Personen des „Dritten Reiches“, so z. B. Rudolf Heß in Rudolf, Erwin Rommel in Wüstenfuchs und die deutsche Wehrmacht (Deutsche Infanterie, Im Krieg, Stalingrad) und beschreibt den so genannten nationalen Widerstand (Vaterland, der Widerstand, Deutschland, Nur für Deutschland, Die Opposition, Gibt es noch Rettung für Deutschland? ...) einschließlich der Hetze gegen Punks und alternative Jugendliche (Der allerliebste Punker). Daneben behandelt er Themen der germanischen Mythologie (Nach Asgard, Odins Gerechtigkeit, Odin, Straße nach Walhalla, Loki) und des deutschen Mittelalters. So ist die CD Eine Krone für die Freiheit dem deutschen Kaiser Otto I. gewidmet.
Die CD Live mit Balladen enthält zahlreiche Coverversionen von rechtsextremen Bands und Musikern wie Landser, Ian Stuart Donaldson, Noie Werte und dergleichen mehr. Die Veröffentlichungen von Veit sind von der Bundesprüfstelle für jugendgefährdende Medien nicht indiziert, jedoch wurde die 1997 produzierte Split-CD mit Volksverhetzer Unsere Einigkeit macht uns zur Macht wegen Gewaltverherrlichung und Volksverhetzung am 7. März 1999 indiziert und beschlagnahmt. In der Liste wird lediglich Volksverhetzer erwähnt.
Sein musikalisches Wirken endete 2006 mit der Veröffentlichung des Albums Das Einsatzgebiet ist die ganze Welt eines Bandprojektes mit dem Namen „Neue Deutsche Offensive“. Seit diesem Jahr trat er in der Szene nicht mehr aktiv in Erscheinung und gab auch keine Konzerte mehr.

## Diskografie
Alben
- 1996: Ein Stück Freiheit (VBR-Records [„Vortrag - Buch - Reise“])
- 1997: In eine neue Zeit (VBR-Records)
- 1998: Das ist noch nicht das Ende (Pühses Liste)
- 2002: Live (CD, Wotan Records)
- 2003: Eine Krone für die Freiheit (TTV)

Split-Veröffentlichungen
- 1997: Unsere Einigkeit macht uns zur Macht (Split mit Volksverhetzer, VBR-Records, indiziert und beschlagnahmt)
- 1999: Halte durch Kamerad (Split mit Freikorps und Hauptkampflinie, nicht autorisiert)
- 2006: Söhne Wotans (Split mit Robert, Eigenproduktion)

Sonstige Veröffentlichungen
- 2006: Neue Deutsche Offensive (NDO): Das Einsatzgebiet ist die ganze Welt (Victor Publications)

Samplerbeiträge
- 2000: Gebt mir mein Land zurück und Punker sind Schweine auf Die Deutschen kommen II
- 2003: Der Öko und Wenns zum Regenbogen geht auf Landser A Tribute
- 2003: Sara und Horst auf White Covers to Landser
- 2005: Das Schwert und Mein letzter Schuss auf Deutschland, steh auf! (Germania Versand)